# جمعية المحيط الهادئ للأهتمام بالصحة الإنجابية
جمعية المحيط الهادئ للأهتمام بالصحة الإنجابية و تضم عضوية المهنيين العاملين في العديد من الدول الجزرية في المحيط الهادئ في مجال الصحة الإنجابية وحديثي الولادة . تأسست الجمعية في عام 1995 في بورت فيلا ، فانواتو ، وهي مُسجلة باعتبارها مؤسسة خيرية في نيوزلندا حيث يوجد مقر وحدة أمانة أبحاث صحة المرأة في المحيط الهادئ بجامعة أوكلاند.
```
تهدف جمعية المحيط الهادئ للأهتمام 
بالصحة الإنجابية
 الي الدعوة لتحسين 
صحة الأم
 والطفل عبر المحيط الهادئ من خلال التشجيع والبحث عن فرص تعليمية لأعضائها، ساهمت جمعية المحيط الهادئ للأهتمام بالصحة الإنجابية والكلية الملكية الأسترالية ونيوزيلندا لأخصائي التوليد وأمراض النساء بطريقة رئيسية للتقرير حول مسألة صحة الأم.
[
2
]
```